# Senecio carbonelli
La margarita de pantano (Senecio carbonelli) es una planta de la familia de las asteráceas, endémica de los humedales de la sabana de Bogotá, Colombia.

## Descripción
Hierba erecta rizomatosa que alcanza hasta de 1 m de altura. El tallo tiene 6 mm de diámetro, es cilíndrico, hueco, tenuemente estriado. Tiene hojas alternas de 12 a 15 cm de longitud, sesiles, con lámina glabra, linear-lanceolada y aguda hacia el ápice. Pedúnculos villosos bracteolados de hasta de 12 cm de longitud, Flores femeninas radiadas de corola blanca con 13 lígulas de 12 mm de longitud. Flores de disco hermafroditas de corola amarilla, acampanada, pentadentada, de 7 mm de longitud.